# 춤쿠에
춤쿠에(Tsumkwe)는 나미비아의 도시이다.